# Bonifacy Woźny
Bonifacy Woźny, imię świeckie Pius (ur. 10 lipca 1907 w Nowym Dworze, zm. 19 grudnia 1984 w Krakowie) – polski duchowny katolicki, prowincjał zakonu augustianów, wikariusz generalny archidiecezji krakowskiej, zaliczany do tzw. księży patriotów.

## Życiorys
Był synem Stanisława. Do zakonu augustianów wstąpił w 1927 i przyjął imię Bonifacy, w 1935 przyjął święcenia kapłańskie, następnie pracował w Sierszy (1937-1939) i Maniowach (1939-1941), od 1941 przebywał w Krakowie. W tym samym roku został aresztowany przez władze niemieckie był więźniem obozu koncentracyjnego w Auschwitz i od 1942 w Dachau. Po wojnie wrócił do Polski. W 1947 został proboszczem Parafii św. Jakuba Apostoła w Krosnowicach. Od 1 października 1947 był proboszczem Parafii Matki Bożej Dobrej Rady w Krakowie i prowincjałem zakonu augustianów. 
W lutym 1950 został wiceprzewodniczącym Głównej Komisji Księży przy Związku Bojowników o Wolność i Demokrację, od lutego 1952 pełnił funkcję skarbnika GKK, w listopadzie 1954 został przewodniczącym GKK, pełnił tę funkcję do czasu likwidacji Komisji w lipcu 1955. Równocześnie przewodniczył oddziałowi krakowskiemu GKK. W 1953 został członkiem prezydium Komisji Duchownych i Świeckich Działaczy Katolickich przy Ogólnopolskim Komitecie Frontu Narodowego, która wchłonęła w lipcu 1955 Główną Komisję Księży.
Podczas Ogólnokrajowego Zjazdu Kół Księży w lutym 1952 w Warszawie zasiadł w Prezydium Głównej Komisji Księży. W lipcu 1952 został przez władze kościelne usunięty z funkcji prowincjała i proboszcza w związku z działalnością w ruchu księży-patriotów (polska prowincja zakonu została równocześnie rozwiązana dekretem papieskim z 5 lipca 1952). Po usunięciu z diecezji przez władze PRL arcybiskupa Eugeniusza Baziaka i biskupa Stanisława Rosponda, od 1953 do 1956 pełnił funkcję jednego z dwóch wikariuszy generalnych archidiecezji krakowskiej (narzuconych Kościołowi przez władze państwowe - drugim był Stanisław Huet). Od lutego 1955 do lutego 1978 był ponownie proboszczem Parafii Matki Bożej Dobrej Rady w Krakowie. Następnie przeszedł na emeryturę.
Postanowieniem z 17 czerwca 1950, na wniosek Zarządu Głównego Związku Bojowników o Wolność i Demokrację, został odznaczony przez Prezydenta RP Bolesława Bieruta Krzyżem Kawalerskim Orderu Odrodzenia Polski za zasługi w pracy społecznej. Uchwałą Rady Państwa z 22 lipca 1953 został odznaczony Krzyżem Oficerskim Orderu Odrodzenia Polski za zasługi w pracy społecznej.
Został pochowany na cmentarzu Prokocim w Krakowie.